# Tourrettia
Tourrettia es un género monotípico de pequeños árboles perteneciente a la familia de las bignoniáceas. Su única especie, Tourrettia lappacea, es originaria de México a Argentina, denominándose acoquila en Perú.

## Descripción
Son trepadoras herbáceas anuales; con las ramitas anguladas, los nudos sin campos glandulares interpeciolares o pseudoestípulas. Hojas opuestas, 2–3-ternadas, frecuentemente con zarcillos finamente ramificados y espiralmente enrollados; folíolos membranáceos, serrados, frecuentemente más o menos subdivididos. Inflorescencia un racimo terminal semejante a una espiga, flores superiores estériles y caducas, las flores fértiles con el cáliz 2-lobado, caduco, rojo; corola tubular, bilabiada, apenas un poco más larga que el cáliz, pubescente al menos cerca del ápice; estambres 4, tecas divaricadas; ovario ovoide, densa y cortamente tuberculado con tricomas unicelulares; disco cupular-membranáceo. Cápsula ovoide, algo leñosa, ca 3.5 cm de largo y 1.7 cm de ancho, fuertemente equinada con espinas largas de ápices recurvados y espinas cortas y rectas, 2-valvada pero cada valva separándose en la mitad; semillas planas, 6–7 mm de largo y 4–5 mm de ancho, café obscuras rodeadas por un ala café, angosta y casi membranácea.

## Taxonomía
Tourrettia lappacea fue descrita por (L'Hér.) Willd.  y publicado en Species Plantarum. Editio quarta 3: 263. 1800.
Sinonimia
- Dombeya lappacea L'Hér.
- Tourrettia volubilis J.F.Gmel.[3]